# Tully (Nova York)
Tully és una població dels Estats Units a l'estat de Nova York. Segons el cens del 2000 tenia 924 habitants.

## Demografia
Segons el cens del 2000, Tully tenia 924 habitants, 404 habitatges, i 242 famílies. La densitat de població era de 557,4 habitants per km².
Dels 404 habitatges en un 33,4% hi vivien nens de menys de 18 anys, en un 40,6% hi vivien parelles casades, en un 14,9% dones solteres, i en un 39,9% no eren unitats familiars. En el 32,7% dels habitatges hi vivien persones soles el 16,8% de les quals corresponia a persones de 65 anys o més que vivien soles. El nombre mitjà de persones vivint en cada habitatge era de 2,29 i el nombre mitjà de persones que vivien en cada família era de 2,89.
Per edats la població es repartia de la següent manera: un 26,4% tenia menys de 18 anys, un 7,4% entre 18 i 24, un 33,1% entre 25 i 44, un 20,2% de 45 a 60 i un 12,9% 65 anys o més.
L'edat mediana era de 35 anys. Per cada 100 dones de 18 o més anys hi havia 81,3 homes.
La renda mediana per habitatge era de 39.000 $ i la renda mediana per família de 46.563 $. Els homes tenien una renda mediana de 35.375 $ mentre que les dones 21.902 $. La renda per capita de la població era de 19.688 $. Entorn del 6% de les famílies i el 9,9% de la població estaven per davall del llindar de pobresa.